# Si la
I Si la (o anche Sila) sono uno dei 54 gruppi etnici ufficialmente riconosciuti dal Vietnam ed uno dei 49 individuati dal governo del Laos. Vengono chiamati anche sida, beumsu veryer e yertheua.

## Storia
Originari di una terra vicina alla grande muraglia cinese, migrarono a sud a causa delle guerre di quella regione. Dopo essere stati nello Yunnan, attorno al 1800 scesero in Laos ed in Vietnam. Secondo una leggenda locale, erano divisi in due gruppi, quello dei ricchi e quello dei poveri. Arrivati insieme nelle zone delle sorgenti del Nam U, i ricchi si spostarono ad ovest a cavallo, giungendo nell'odierna Provincia di Luang Namtha, mentre i poveri furono costretti a stanziarsi nelle zone della Provincia di Phongsali.

## Distribuzione
Secondo il censimento del 1995, 1.772 si la vivevano nelle province settentrionali del Laos di Luang Namtha e Phongsali, nella valle del fiume Nam U. Il censimento vietnamita del 1999 ha rilevato 840 si la nella provincia di Lai Châu.

## Cultura
Il capo villaggio è uno degli anziani che ha il compito di appianare le dispute tra i membri della comunità. I matrimoni si svolgono con fastose cerimonie a cui presenzia lo sciamano del villaggio, che compie riti propiziatori. Anche le nascite vengono festeggiate con scaramantiche cerimonie. Ai bambini vienne posto l'appellativo cha prima del nome e alle bambine ko. I funerali prevedono che la salma resti in casa alcuni giorni per ingraziarsi il suo spirito, con altre cerimonie organizzate dallo sciamano, ed in seguito viene sepolta.
I villaggi sono situati attorno ai 1.500 m di altitudine e sono formati da 10 a 50 abitazioni. Se il terreno è pianeggiante le costruiscono a livello del suolo, se è scosceso erigono palafitte. All'interno le stanze destinate a dormire sono separate dal soggiorno con pareti in bambù. I sila dormono su dei rialzi in legno. I muri perimetrali possono essere in legno o in bambù ed il pavimento in terra battuta. Nel soggiorno vi è un altare consacrato agli spiriti degli antenati, protettori della casa.
Nei giorni di festa, le donne indossano vestiti in cotone a maniche lunghe con ricami colorati che sul davanti hanno alcune file di monete in argento dell'epoca coloniale francese. Normalmente usano semplici vestiti in cotone e sarong scuri con simili ricami. Gli uomini usano giacche o camicie blu scuro a manica lunga con pantaloni neri larghi. Uno dei costumi più distintivi di questa etnia è la colorazione dei denti: gli uomini li colorano di rosso e le donne di nero. Questa usanza si sta lentamente perdendo tra le generazioni più giovani.

## Lingua
Parlano la lingua sila, che fa parte del ceppo tibeto-birmano ed è simile a quella degli akha e dei lolo. Parlano anche hor, lü, nhoung ed il cinese, che serve loro per comunicare con le altre etnie delle zone in cui vivono.

## Religione
I sila praticano l'Animismo, come la maggior parte delle minoranze etniche laotiane e vietnamite. Lo sciamano del villaggio, chiamato mu phe, organizza le cerimonie in cui vengono fatti sacrifici di animali in onore degli spiriti protettori o per calmare quelli pericolosi. Particolari feste religiose dedicate agli antenati della famiglia si svolgono due volte l'anno. Viene festeggiato anche il capodanno cinese e date legate ai raccolti del riso. Tra le offerte che vengono sacrificate agli spiriti vi sono carne, riso, alcolici ed altre.

## Economia
La loro occupazione primaria è la coltivazione di cereali. I raccolti principali sono quelli del riso, una qualità normale ed una glutinosa. Allevano mucche, bufali, maiali cani e pollame, sia per il sostentamento che per farsi aiutare nel lavoro dei campi. Vi sono anche alcuni cavalli per il trasporto. La coltivazione del papavero da oppio, di cui sono consumatori, è stata scoraggiata dal governo laotiano. Gli uomini eseguono lavori in metallo, come utensili da lavoro o da cucina, e le donne sono esperte tessitrici.